# Ixos virescens
Ixos virescens là một loài chim trong họ Pycnonotidae.